# 和歌山県道224号佐本深谷三尾川線
和歌山県道224号佐本深谷三尾川線（わかやまけんどう224ごう さもとふかたに みとがわせん）は、和歌山県西牟婁郡すさみ町から東牟婁郡古座川町に至る一般県道である。

## 概要
西牟婁郡すさみ町佐本深谷から東牟婁郡古座川町三尾川に至る。途中に不通区間あり。

### 路線データ
- 起点：和歌山県西牟婁郡すさみ町佐本深谷（和歌山県道38号すさみ古座線交点）
- 終点：和歌山県東牟婁郡古座川町三尾川（和歌山県道39号串本古座川線交点）
- 実延長：9.712 km

## 路線状況

### 道路施設

#### 橋梁
- 新屋平橋（佐本川、西牟婁郡すさみ町）
- 長追橋（佐本川、東牟婁郡古座川町）

## 地理

### 通過する自治体
- 和歌山県
  - 西牟婁郡すさみ町 - 東牟婁郡古座川町

### 交差する道路
| 交差する道路               | 市町村名 | 市町村名 | 交差する場所 | 交差する場所 |
| -------------------------- | -------- | -------- | ------------ | ------------ |
| 和歌山県道38号すさみ古座線 | 西牟婁郡 | すさみ町 | 佐本深谷     | 起点         |
| 和歌山県道39号串本古座川線 | 東牟婁郡 | 古座川町 | 三尾川       | 終点         |

### 沿線
- 古座川
- 古座川町立三尾川小学校